# Crow Lagoon
Crow Lagoon est un cône volcanique situé près de Prince Rupert en Colombie-Britannique, au Canada. Il culmine à 335 mètres d'altitude.
Crow Lagoon demeure l'un des onze volcans du Canada à présenter une sismicité, avec le mont Cayley, le mont Edziza, Hoodoo Mountain, The Volcano, Castle Rock, le cône Nazko, le champ volcanique de Wells Gray-Clearwater, le mont Silverthrone, le mont Meager et le mont Garibaldi. 